# Mongun-Tayginsky (huyện)
Huyện Mongun-Tayginsky (tiếng Nga: ? райо́н) là một huyện hành chính tự quản (raion), của Tuva, Nga. Huyện có diện tích 4444 km², dân số thời điểm ngày 1 tháng 1 năm 2000 là 6300 người. Trung tâm của huyện đóng ở Mugur-Aksy.